# Pieter Omtzigt

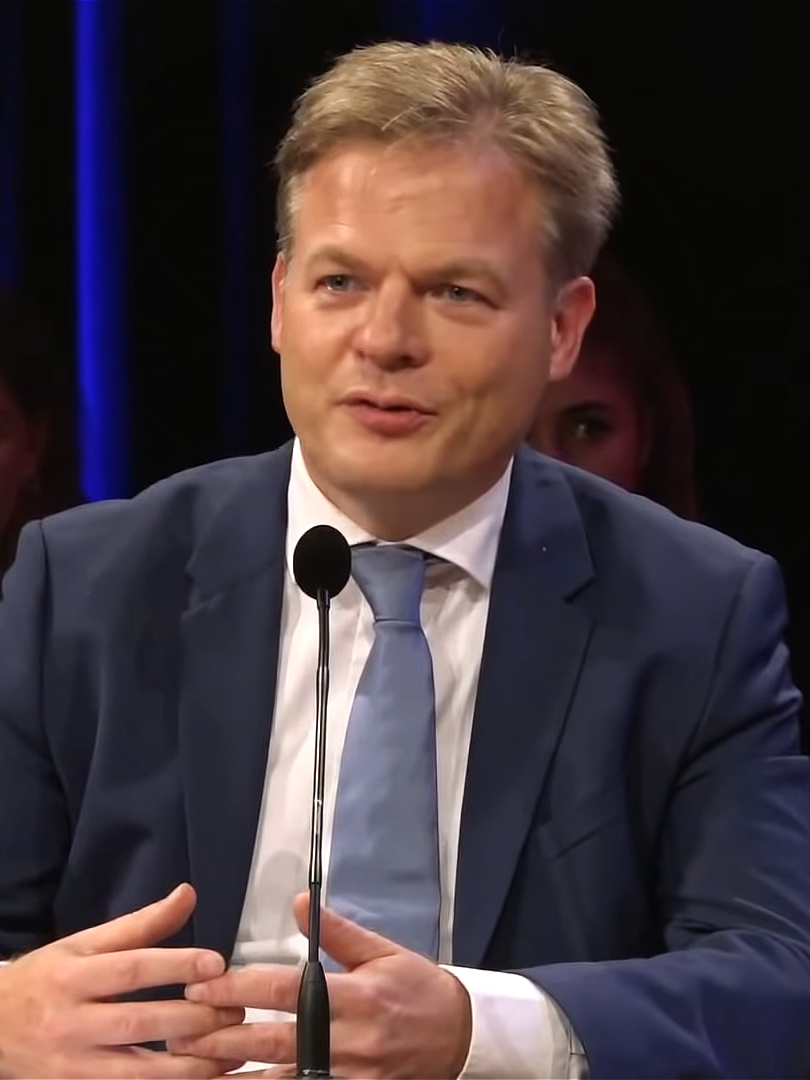
Pieter Omtzigt (2021)

Pieter Herman Omtzigt (* 8. Januar 1974 in Den Haag) ist ein niederländischer Politiker. Seit 2003, mit einer kurzen Pause im Jahr 2010, ist er Mitglied der Zweiten Kammer der Generalstaaten. Von 2000 bis 2021 war Omtzigt Mitglied des Christen-Democratisch Appèl (CDA), danach war er von 2021 bis 2023 parteilos. Im Jahr 2023 gründete er die Partei Nieuw Sociaal Contract. Aus den Parlamentswahlen am 22. November 2023 ging die NSC aus dem Stand mit 12,9 % der Stimmen und mit 20 Mandaten als viertstärkste Kraft hervor.
Omtzigt erhielt große Anerkennung für seine Rolle bei der Aufdeckung der Toeslagenaffaire. Im April 2025 kündigte er an, dass er sich mit sofortiger Wirkung aus der Politik zurückziehen werde, um sich besser auf die Erholung von seinem Burnout konzentrieren zu können.

## Kindheit
Omtzigt wurde 1974 als eines von Zwillingen geboren. Sein Vater Jan Omtzigt (1939–2019) war Beamter bei der PTT und später Leiter des Exerzitienhauses De Zwanenhof bei Zenderen, Beauftragter für das katholische Bildungswesen der Erzdiözese Utrecht und Diakon an der Elisakerk in Almelo. Wenige Tage vor seinem fünften Geburtstag zog Omtzigt mit seinen Eltern und zwei Brüdern von Wassenaar nach Borne. Er besuchte das römisch-katholische Lyceum De Grundel in Hengelo. Laut seiner Mutter engagierte sich Pieter schon früh in der Politik, war breit aufgestellt und „wissbegierig“.

## Politische Laufbahn

### In den Niederlanden
Pieter Omtzigt studierte von 1992 bis 1996 Wirtschaftswissenschaft und Statistik an der University of Exeter und an der LUISS in Rom. Er promovierte 2003 am Europäischen Hochschulinstitut in San Domenico di Fiesole mit einer Dissertation in der Ökonometrie zum Thema Essays on Cointegration Analysis. Von 2000 bis 2002 war Omtzigt Forscher an der Universität Insubrien in Varese. Von 2002 bis 2003 war er als Postdoktorand an der Universiteit van Amsterdam tätig.
Omtzigt wurde nach der Parlamentswahl am 22. Januar 2003 (bei der der CDA mit 28,62 % stärkste Partei wurde und 44 der 150 Sitze erhielt) Mitglied der Zweiten Kammer der Generalstaaten. Aufgrund der starken Verluste des CDA wurde er bei der Parlamentswahl 2010 nicht wiedergewählt. Im Oktober 2010 zog er als Nachrücker wieder in die Zweite Kammer ein, nachdem eine Reihe von CDA-Abgeordneten dem neu gebildeten Kabinett Rutte I beigetreten waren. Bei der Wahl 2012 wurde er – obwohl er nur auf Platz 39 der Parteiliste stand – dank über 36.000 für ihn abgegebenen  Vorzugsstimmen wieder ins Parlament gewählt. Im Unterhaus befasste sich Omtzigt mit der Finanzpolitik (wie der Steuerpolitik, der Wirtschafts- und Währungsunion sowie dem Euro), der Altersvorsorge und der Europapolitik. Omtzigt bewarb sich bei der Urwahl des CDA-Spitzenkandidaten im Juli 2020. Im ersten Wahlgang kam er mit 39,7 Prozent der Stimmen auf den zweiten Platz, in der Stichwahl gegen Hugo de Jonge unterlag er mit 49,3 Prozent.
Als Abgeordneter trug Omtzigt wesentlich zur Aufklärung der Toeslagenaffaire bei, die im Januar 2021 zum Rücktritt des Kabinetts Rutte III führte. Während Omtzigt bei der Parlamentswahl im März 2021 über 300.000 persönliche Stimmen erhielt, wurde er durch seine häufig nicht der Parteilinie entsprechenden Aktivitäten zu einer in seiner Partei und im Parlament umstrittenen Persönlichkeit. Während der Sondierungsgespräche zur Regierungsbildung nach der Wahl führte das zufällige Bekanntwerden von Plänen des Premierministers Mark Rutte, Omtzigt „wegzuloben“ bzw. zu versetzen (z. B. auf ein Ministeramt, welches ihn in die Kabinettsdisziplin einbinden würde), zu einem Skandal. Die amtierende Innenministerin Kajsa Ollongren (D66) wurde fotografiert als sie ein Blatt mit Verhandlungspunkten in der Hand hielt, auf dem u. a. “positie Omtzigt, functie elders” („Position Omtzigt, Funktion anderswo“) stand. Nachdem Rutte den Vorgang zunächst geleugnet hatte, wurde im Parlament ein Misstrauensvotum gegen ihn eingeleitet, das er knapp überstand.
Am 12. Juni 2021 gab Omtzigt seinen Austritt aus dem CDA bekannt. Zuvor hatte er in einer umfassenden schriftlichen Stellungnahme dem CDA gravierende Mängel vorgeworfen. Zwei Jahre später, am 20. August 2023, gab Omtzigt bekannt, mit seiner neuen Partei Nieuw Sociaal Contract (NSC) an den Parlamentswahl am 22. November 2023 teilnehmen zu wollen. Aus dieser Wahl ging die NSC aus dem Stand mit 12,9 % der Stimmen und mit 20 Mandaten als viertstärkste Kraft hervor. Omtzigt wurde zum Vorsitzenden der NSC-Fraktion in der Zweiten Kammer gewählt. Am 11. September 2024 teilte er überraschend mit, dass er künftig „aus gesundheitlichen Gründen ... weniger im Rampenlicht arbeiten werde“. Bis auf weiteres übernahm daraufhin seine Stellvertreterin Nicolien van Vroonhoven die Führung der Fraktion.

### Parlamentarische Versammlung des Europarates
Omtzigt ist seit 2010 Mitglied der Parlamentarischen Versammlung des Europarates. Im Frühjahr 2018 wurde er von der Parlamentarischen Versammlung zum Sonderberichterstatter im Mordfall der Journalistin Daphne Caruana Galizia ernannt. Weiterhin setzt er sich unter anderem gegen die Christenverfolgung im Nahen Osten ein. Zudem versuchte er, Bestechungsversuche der aserbaidschanischen Regierung aufzuklären.

## Familie
Pieter Omtzigt ist verheiratet und lebt in Enschede.